# Gigantophasma pallipes
Gigantophasma pallipes är en insektsart som beskrevs av Sharp 1898. Gigantophasma pallipes ingår i släktet Gigantophasma och familjen Phasmatidae. Inga underarter finns listade i Catalogue of Life.